# マイケル・ウルバニアク

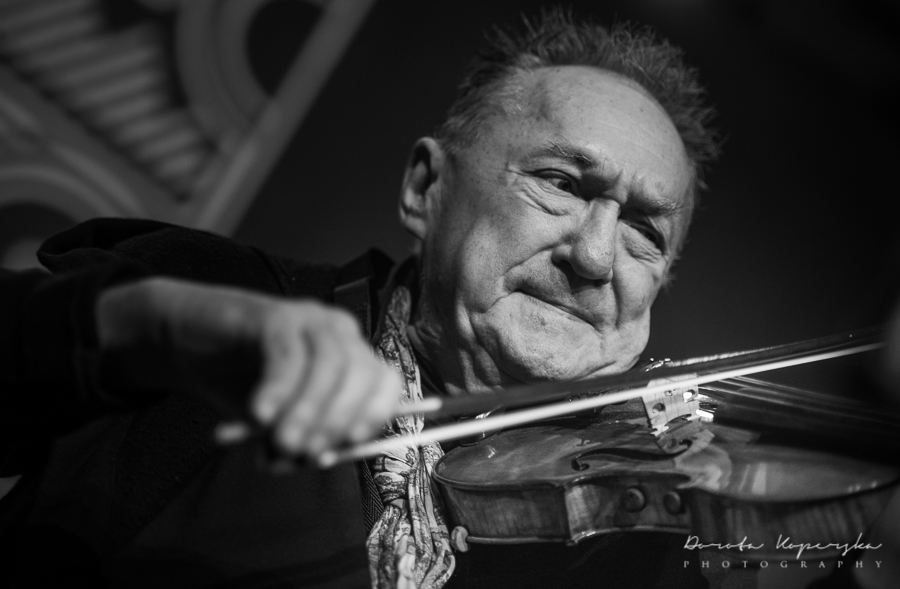
コンサートでヴァイオリンを弾くマイケル・ウルバニアク（2019年）

マイケル・ウルバニアク（ポーランド語: Michał Urbaniak、1943年1月22日 - ）は、ヴァイオリン、リリコン、サクソフォーンを演奏するポーランドのジャズ・ミュージシャン。彼の音楽には、民俗音楽、リズム・アンド・ブルース、ヒップホップ、シンフォニック・ミュージックの要素が含まれている。

## 略歴
ウルバニアクはポーランドのウッチで高校時代に音楽教育を受け始め、1961年からワルシャワにてタデウシュ・ヴロンスキ (Tadeusz Wroński)のヴァイオリン・クラスで学び続けた。やがてサクソフォーンだけで演奏することを学んで、最初はディキシーランド・バンドで演奏し、その後、ズビグニエフ・ナミスオフスキ・アンド・ザ・ジャズ・ロッカーズで演奏するようになり、1961年のジャズ・ジャンボリー・フェスティバルで共演した。その後、アンジェイ・トシャコフスキと演奏するために招かれた。そして1962年にアンジェイ・トシャコフスキ・バンド、ザ・レッカーズと一緒にアメリカをツアーし、フェスティバルや、ニューポート、サンフランシスコ、シカゴ、ワシントン、ニューヨークのクラブで演奏した。
ポーランドに戻った後、クシシュトフ・コメダのクインテット（1962年–1964年）で演奏した。一緒に、彼らはスカンジナビアに向けて出発し、いくつかの契約を終えた後、1969年までウルバニアクはそこに残った。そこで彼はウルシュラ・ドゥジャクとウォイチェック・カロラックとバンドをつくり、かなりの成功を収め、後のマイケル・ウルバニアク・フュージョンの出発点となった。
ウルバニアクはポーランドに戻り、またヴァイオリン（スカンジナビアでサックスのために放棄していた）に回帰した後、マイケル・ウルバニアク・グループを創設し、他のメンバーにウルシュラ・ドゥジャク（ボーカル）、アダム・マコーヴィッツ（ピアノ）、パウエル・ヤゼブスキ（ベース）、チェスワフ・バルトコフスキ（ドラム）を招いた。彼らは最初のインターナショナル・アルバム『Parathyphus B, Instinct』をレコーディングし、1969年から1972年のジャズ・ジャンボリーを含む多くのフェスティバルにて演奏した。1971年のモントルー・フェスティバルの期間中、ウルバニアクは最高のソリストとして「グランプリ」を受賞し、ボストンのバークリー音楽大学への奨学金を受け取った。1973年5月にヨーロッパとアメリカで数多くの凱旋コンサートを行った後、彼はポーランドの聴衆の前で最後の演奏を行い、1973年9月11日にウルシュラ・ドゥジャクと共にアメリカに移住、現在はアメリカの市民として暮らしている。
バークリーから賞を受賞したにもかかわらず、彼はそこで勉強しなかった。ジョン・ハモンドの推薦によりウルバニアクは、コロムビア・レコードと契約を結び、西ドイツで出していたアルバム『Super Constellation』を『融合 (Fusion)』のタイトルで発表した。ツアーには、チェスワフ・バルトコフスキ、パウエル・ヤゼブスキ、ウォイチェック・カロラックなどのポーランドのミュージシャンを招いた。1974年、ウルバニアクはバンド「フュージョン」を結成し、ポーランドの民俗音楽のメロディックでリズミカルな要素を、彼のファンキーなニューヨークを拠点とする音楽に取り入れた。このバンドでウルバニアクは、ニューヨークにてコロムビアのために別のアルバム『自我 (Atma)』をレコーディングした。
ウルバニアクは、アーバネイター（Urbanator、ジャズにラップとヒップホップを融合させた最初のバンド）、Urbanizer（彼のバンドと4人組のR&Bボーカル・グループによるプロジェクト、1978年）、UrbSymphonyなどの革新的なプロジェクトで音楽の旅を続けた。1995年1月27日、UrbSymphonyは、ラッパーと60人編成の交響楽団とのコンサートをパフォーマンスし、レコーディングした。
1970年以来、ウルバニアクは、彼のために特別に用意されたカスタムメイドの5弦ヴァイオリン、「トーキング」ヴァイオリンと呼ばれるヴァイオリン・シンセサイザーや、サクソフォーン（ソプラノ、アルト、テナー）、そしてエレクトリック・サックスのような管楽器のリリコンを演奏してきた。民間伝承からヒントを得た彼のフュージョンは、アメリカのジャズ・ミュージシャンの間で人気が高まっていった。彼は、カーネギー・ホール、ビーコン・シアター、エイヴリー・フィッシャー・ホールなどの有名なコンサート・ホールや、ヴィレッジ・ヴァンガード、ヴィレッジ・ゲートなどの有名なクラブで演奏するようになった。
ウルバニアクは、ビリー・コブハム、バスター・ウィリアムス、チック・コリア、エルヴィン・ジョーンズ、フレディ・ハバード、ジョージ・ベンソン、ハービー・ハンコック、ジョー・ヘンダーソン、ジョー・ザヴィヌル、ケニー・バロン、ラリー・コリエル、レニー・ホワイト、マーカス・ミラー、クインシー・ジョーンズ、ロン・カーター、ロイ・ヘインズ、ヴラディスラフ・センデツキ、ウェイン・ショーター、およびウェザー・リポートと共演している。1985年には、マイルス・デイヴィスのアルバム『TUTU』のレコーディング中に一緒に演奏するよう招かれている。
2012年、彼はポーランド映画『My Father's Bike』に出演した。

## ディスコグラフィ

### リーダー・アルバム
- Urbaniak's Orchestra (1968年)
- Paratyphus B (1970年)
- Inactin (1971年)
- 『ライブ』 -  Live Recording (1971年)
- 『ニュー・ヴァイオリン・サミット』 - New Violin Summit (1972年) ※with ドン・シュガーケイン・ハリス、ジャン＝リュック・ポンティ[2]
- Super Constellation (and Constellation in Concert) (1973年)
- Polish Jazz (1973年)
- 『融合』 - Fusion (1974年)
- 『自我』 - Atma (1974年)
- Funk Factory (1975年)
- Fusion III (1975年、EMI)
- Body English (1976年)
- The Beginning (1976年、Catalyst)
- Tribute to Komeda (1976年、BASF)
- 『ウルバニアク』 - Urbaniak (1977年、Inner City)
- 『エクスタシー』 - Ecstasy (1978年、Marlin)
- Urban Express (1979年、EastWest)
- Daybreak (1980年、Pausa)
- Music for Violin and Jazz Quartet (1980年)
- 『ニューヨークのセレナーデ』 - Serenade for the City (1980年)
- Folk Songs: Children's Melodies (1981年、Antilles)
- Jam at Sandy's (1981年、Jam)
- My One and Only Love (1982年、SteepleChase)
- The Larry Coryell and Michael Urbaniak Duo (1982年、Keynote)
- Recital (1983年) ※with ヴラディスラフ・センデツキ
- A Quiet Day in Spring (1983年、Steeplechase)
- Take Good Care of My Heart (1984年、Steeplechase)
- 『ヴァイオリン・サミット』 - Rhythm & BLU (1986年、Gramavision) ※with ジョン・ブレイク、ディディエ・ロックウッド
- Songs for Poland (1988年、Ubx)
- New York Five at the Village Vanguard (1989年)
- 『バッド・タイムス』 - Bad Times (1989年、Headfirst)
- Milky Way, Some Other Blues, Mardin (1990年)
- Cinemode (1990年、Rykodisc)
- Songbird (1990年、Steeplechase)
- Michal Urbaniak (1991年、Headfirst)
- Manhattan Man (1992年、Milan)
- Milky Way (1992年、L & R)
- Burning Circuits, Urban Express, Manhattan Man (1992年)
- 『アーバネイター』 - Urbanator (1993年)
- 『フライデー・ナイト・アット・ヴィレッジ・ヴァンガード』 - Friday Night at the Village Vanguard (1994年、Storyville)
- Some Other Blues (1994年、Steeplechase)
- Code Blue (1996年)
- 『アーバネイター2』 - Urbanator II (1996年)
- Live in Holy City (1997年、Ubx)
- Urbaniax (1998年)
- Fusion (1999年)
- Ask Me Now (2000年、SteepleChase)
- From Poland with Jazz (2002年)
- Urbsymphony (2003年、Ubx)
- Decadence (2004年、Ubx)
- Urbanizer (2004年、Ubx)
- Urbanator III (2005年)
- Michal Urbaniak's Group (2005年)
- I Jazz Love You (2006年、Ubx)
- Sax Love (2006年、Ubx)
- Polish Wind (2007年、Minor Music)
- Miles of Blue (2009年)[3]

### 参加アルバム
ウルシュラ・ドゥジャク
- Urszula (1976年)
- Midnight Rain (1977年)
- 『フューチャー・トーク』 - Future Talk (1979年)
- Sorrow Is Not Forever...But Love Is (1983年)

その他
- オリヴァー・ネルソン : 『スイス組曲』 - Swiss Suite (1971年)
- アリフ・マーディン : 『ジャーニー』 - Journey (1974年、Atlantic)
- ドン・プーレン : 『トゥモロウズ・プロミシズ』 - Tomorrow's Promises (1977年)
- ラリー・コリエル : 『獅子座と牡羊座』 - The Lion and the Ram (1977年)
- ハリス・サイモン・グループ : 『スウィッシュ』 - Swish (1980年) ※with マイケル・ブレッカー
- チャーリー・アントリーニ/ビリー・コブハム : Stratus (1981年)
- スコット・コッス : 『アイランズ』 - Islands (1984年)
- マイルス・デイヴィス : 『TUTU』 - Tutu (1986年)
- マイルス・デイヴィス/マーカス・ミラー : 『シエスタ』 - Music from Siesta (1987年)
- マイケル・フランクス : 『カメラ・ネヴァー・ライズ』 - The Camera Never Lies (1987年)
- アール・クルー : 『ウィスパーズ・アンド・プロミセズ』 - Whispers and Promises (1989年)
- ポール・ブレイ : Rejoicing (1994年)
- トム・ブラウン : Mo' Jamaica Funk (1994年)
- レニー・ホワイト : 『プレゼント・テンス』 - Present Tense (1995年)
- ビリー・コブハム : Glass Menagerie (2002年) ※DVD
- ボブ・マラック : Nevertheless (2003年)
- ランディ・バーンセン : 『ミュージック・フォー・プラネッツ、ピープル&ウォッシング・マシーンズ』 - Music for Planets, People, and Washing Machines (2004年)[4]